# Bruno Jordão
Bruno Jordão (Marinha Grande, 12 de octubre de 1998) es un futbolista portugués que juega como centrocampista en el PFC CSKA Sofia de la Primera Liga de Bulgaria.

## Trayectoria

### União Leiria
Nacido en Marinha Grande, distrito de Leiría, inició su carrera en la U. D. Leiria. Se convirtió en el jugador y goleador más joven de todos los tiempos en el Campeonato de Portugal y en julio de 2016 fue transferido al S. C. Braga.

### Braga B
El 20 de agosto de 2016 hizo su debut profesional con S. C. Braga B en un partido de Segunda División de Portugal contra el C. D. Cova da Piedade. Fue sustituido por Xadas en el descanso en la derrota en casa por 1-0.

### Lazio
El 31 de agosto de 2017 él y su compañero de equipo Pedro Neto fueron cedidos a la S. S. Lazio de Italia por dos años, con la obligación de comprarlos posteriormente por un total de 26 millones de euros. Jugó tres partidos para el club de la Serie A, siendo el primero de ellos en una derrota por 2-1 ante el Genoa C. F. C. el 17 de febrero de 2019 cuando jugó los últimos 18 minutos en lugar de Ștefan Radu.

### Wolverhampton Wanderers
El 2 de agosto de 2019 firmó con el Wolverhampton Wanderers F. C. de la Premier League. Hizo su debut con los Wolves en la eliminatoria de tercera ronda de la Copa de la Liga contra el Reading F. C. el 25 de septiembre, en la que fue retirado por lesión poco después de anotar. Hizo su debut en competición europea en el partido de vuelta de los dieciseisavos de final de la Liga Europa de la UEFA 2019-20 ante el R. C. D. Espanyol el 27 de febrero. En la última jornada de la temporada de la Premier League, hizo su debut en la liga como suplente ante el Chelsea F. C.

## Selección nacional

### Categorías inferiores
Obtuvo su primera convocatoria para la selección portuguesa sub-21 en mayo de 2018, antes de un amistoso contra Italia en Estoril. Entró en el descanso por Stephen Eustáquio en la victoria por 3-2 el 25 de mayo.

## Estadísticas
Actualizado al último partido jugado el 24 de mayo de 2025.
| União Leiria Portugal | 2015-16       | 3.ª           | 24  | 4 | — | — | — | — | 24  | 4 |
| União Leiria Portugal | Total club    | Total club    | 24  | 4 | 0 | 0 | 0 | 0 | 24  | 4 |
| S. C. Braga B Portugal | 2016-17       | 2.ª           | 19  | 2 | — | — | — | — | 19  | 2 |
| S. C. Braga B Portugal | Total club    | Total club    | 19  | 2 | 0 | 0 | 0 | 0 | 19  | 2 |
| S. S. Lazio · Italia | 2017-18       | 1.ª           | 0   | 0 | 0 | 0 | 0 | 0 | 0   | 0 |
| S. S. Lazio · Italia | 2018-19       | 1.ª           | 3   | 0 | 0 | 0 | 0 | 0 | 3   | 0 |
| S. S. Lazio · Italia | Total club    | Total club    | 3   | 0 | 0 | 0 | 0 | 0 | 3   | 0 |
| Wolverhampton Wanderers F. C. Inglaterra | 2019-20       | 1.ª           | 1   | 0 | 2 | 1 | 1 | 0 | 4   | 1 |
| F. C. Famalicão Portugal | 2020-21       | 1.ª           | 9   | 1 | 2 | 0 | ― | ― | 11  | 1 |
| F. C. Famalicão Portugal | Total club    | Total club    | 9   | 1 | 2 | 0 | 0 | 0 | 11  | 1 |
| Wolverhampton Wanderers F. C. Inglaterra | 2021-22       | 1.ª           | 0   | 0 | 1 | 0 | ― | ― | 1   | 0 |
| Wolverhampton Wanderers F. C. Inglaterra | Total club    | Total club    | 1   | 0 | 3 | 1 | 1 | 0 | 5   | 1 |
| Grasshoppers Suiza | 2021-22       | 1.ª           | 12  | 0 | ― | ― | ― | ― | 12  | 0 |
| Grasshoppers Suiza | Total club    | Total club    | 12  | 0 | 0 | 0 | 0 | 0 | 12  | 0 |
| C. D. Santa Clara Portugal | 2022-23       | 1.ª           | 11  | 1 | 0 | 0 | ― | ― | 11  | 1 |
| C. D. Santa Clara Portugal | Total club    | Total club    | 11  | 1 | 0 | 0 | 0 | 0 | 11  | 1 |
| Radomiak Radom · Polonia | 2023-24       | 1.ª           | 13  | 0 | ― | ― | ― | ― | 13  | 0 |
| Radomiak Radom · Polonia | 2024-25       | 1.ª           | 31  | 0 | 2 | 0 | ― | ― | 33  | 0 |
| Radomiak Radom · Polonia | 2025-26       | 1.ª           | 4   | 0 | ― | ― | ― | ― | 4   | 0 |
| Radomiak Radom · Polonia | Total club    | Total club    | 48  | 0 | 2 | 0 | 0 | 0 | 50  | 0 |
| Total carrera | Total carrera | Total carrera | 127 | 8 | 7 | 1 | 1 | 0 | 135 | 9 |
| (1) Incluye datos de la Copa de la Liga de Inglaterra, Copa de Portugal y Copa de Polonia. (2) Incluye datos de la Liga Europa de la UEFA. (3) No incluye datos de partidos amistosos. |               |               |     |   |   |   |   |   |     |   |

## Palmarés

### Títulos nacionales
| Título      | Club        | País   | Año  |
| ----------- | ----------- | ------ | ---- |
| Copa Italia | S. S. Lazio | Italia | 2019 |